# Xã Winfield, Quận Osborne, Kansas
Xã Winfield (tiếng Anh: Winfield Township) là một xã thuộc quận Osborne, tiểu bang Kansas, Hoa Kỳ. Năm 2010, dân số của xã này là 21 người.